# شهرستان تاودینسکی
شهرستان تاودینسکی (به لاتین: Tavdinsky District) یک شهرستان در روسیه است که در استان سوردلوفسک واقع شده‌است.